# Akodon budini
Akodon budini es una especie de roedor de la familia Cricetidae.

## Distribución geográfica
Se encuentra en Argentina. 